# Władimir Gordlewski
Władimir Aleksandrowicz Gordlewski, ros. Владимир Александрович Гордлевский (ur. 25 września 1876 w Suomenlinnie, zm. 10 września 1956 w Moskwie) – rosyjski turkolog. 
Od 1925 był profesorem Uniwersytetu Moskiewskiego, od 1929 członkiem Akademii Naukowej ZSRR. W latach 1920–1933 był dyrektorem Zbiorów Orientalistycznych w Państwowej Bibliotece ZSRR im. W. Lenina. 
Gordlewski jest autorem ponad 400 prac naukowych i popularnonaukowych z historii, literatury, etnografii i języków ludów tureckich. Najważniejsze prace:
- Oczerki po nowoj osmanskoj literaturie (1912)
- Gosudarstwo Sieldżukidow Małoj Azii (1941)
- Izbrannyje soczinienija (t. 1–4, 1960–1968)

Pochowany na Cmentarzu Nowodziewiczym w Moskwie.